# Kōsuke Kanbe
Kōsuke Kanbe (japanisch 神戸 康輔 Kambe Kōsuke; * 9. März 2000 in der Präfektur Hyōgo) ist ein japanischer Fußballspieler.

## Karriere
Kōsuke Kanbe erlernte das Fußballspielen in der Schulmannschaft der Osaka Toin High School sowie in der Universitätsmannschaft der Risshō-Universität. Seinen ersten Vertrag unterschrieb er am 1. Februar 2022 beim Tochigi SC. Der Verein aus Utsunomiya, einer Stadt in der Präfektur Tochigi, spielt in der zweiten japanischen Liga. Sein Zweitligadebüt gab Kōsuke Kambe am 4. Mai 2022 (14. Spieltag) im Heimspiel gegen Montedio Yamagata. Hier wurde er in der 62. Minute für Yūki Nishiya eingewechselt. Yamagata gewann das Spiel 2:1. Am Ende der Saison 2024 belegte er mit Tochigi den 18. Tabellenplatz und musste somit in die dritte Liga absteigen.